# Ado Gegaj
Ado Gegaj (Sarajevo, 23. kolovoza 1958.) je bosanskohercegovački pjevač i kantautor. Živi i radi u Sarajevu. Ima sestru i brata koji se također bave glazbom. Hajrija Gegaj je pjevačica, a Izet Gegaj skladatelj, aranžer i glazbenik koji također pjeva. Ado Gegaj je oženjen i ima troje djece.

## Životopis
Svoju glazbenu karijeru započinje u mladosti, kao izvođač narodne glazbe. Svirao je u glazbenoj grupi s bratom Izetom, sestrom Hajrijom i prijateljem Jašarom Ahmedovskim. Grupu je osnovao Izet Gegaj Izoni, koji je svirao harmoniku, Ado gitaru, a Hajrija Gegaj i Jašar Ahmedovski su bili pjevači. 1987. godine braća Gegaj počinju suradnju s Draganom Stojkovićem Bosancem, muzičkim aranžerom u bivšoj Jugoslaviji. Prvu ploču snima za diskografsku kuċu "Diskos" iz Aleksandrovca, a na kojoj se izdvajaju pjesme: "Okreni moj broj", "Večeras me društvo zove" i "Čarobni krug". Veliku podršku na početku karijere dobivao je od svog starijeg brata Izeta Gegaja, koji je pisao muziku za Adu i bio harmonikaš i showman. U suradnji s Draganom Stojkoviċem Bosancem 1988. godine snimio je nove hitove pout: "Telefon zvoni", "Varao me jaran moj", "Tvoj me pogled ubi", "Ni korak dalje neću bez nje".
U nastavku karijere, 1989. godine prekida suradnju s Draganom Stojkovićem i snima novu ploču pod nazivom "Ljubav za ljubav". Na ovom albumu se pojavljuje pjesma "Ko vojniku ljubav krade". Pored nje tu su se našle i istoimena pjesma "Ljubav za ljubav" i "Prijete tvoji, prijete moji". 1990. godine snimio je zadnji album u suradnji s "Diskos"-om pod nazivom "Ti si dio mene", na kojem su bile pjesme: "Ti si dio mene", "Dva jarana glave lude" i "Ljepotica". 1994. snimio je album "Gdje si bila" koji je uradio njegov brat Izet i Džavid Ljubovci. Udarna pjesma na ovom albumu je "Hej, majko mati". Već 1995. godine snima novi album pod nazivom "Vjerovo' sam ti", gdje istoimena pjesma postaje veoma slušana zajedno s pjesmom "Bosna moja". Nakon povratka u Bosnu i Hercegovinu 1998. godine, Ado snima novi CD "Ovo malo duše", s kojeg pjesma pod nazivom "Sličica" i pjesme poput: "Na sve si me naučila", "Da si jad i nesreća" i druge. 2000. godine vraċa se u Beograd gdje snima album u suradnji sa Srki Boy-em. Na ovom albumu se izdvajaju pjesme: "Nemojte mi suditi", "Pobjednik na kraju" i duet s Hajrijom "Nerviraš me" u "Evro Sound" produkciji. Ponovo je zaživjela pjesma "Okreni moj broj". Ado Gegaj tom prilikom snima kompilaciju hitova za izdavačku kuću "Gold", za koju i snima sljedeći album pod nazivom "Nazovi zbog nas". Karijeru nastavlja 2005. godine s koncertnim "LIVE CD-om" na kojem se nalaze sve njegove najuspješnije pjesme koje su izvedene nakon jednog od njegovih nastupa u SAD-a. Naredni album "Dunjo moja" izdat je 2008. godine u produkciji MEGASOUND-a za Srbiju, čiji je vlasnik Mića Nikolić. Izdvojile su se pjesme "Dunjo moja" i "Nisam Sinan". Posljednji album snima s Izetom Gegajem-Izonijem, pod nazivom "Sad i ja znam". Ovaj album je također izdat za dvije izdavačke kuće. U Bosni i Hercegovini izdavač je Valentino Records, a u Srbiji KCN Records. Osim ovih navedenih albuma, mnoge izdavačke kuće su izdavale kompilacije njegovih hitova poput: EMBEX, GOLD, Diskos.

## Diskografija
- Okreni moj broj (1987.)
- Telefon zvoni (1988.)
- Ljubav za ljubav (1989.)
- Ti si dio mene (1990.)
- Gdje si bila (1994.)
- Vjerov'o sam ti (1995.)
- Ovo malo duše (1998.)
- Koktel za sva vremena (1999.)
- Pobjednik na kraju (2000.)
- Hitovi (2002.)
- Nazovi zbog nas (2002.)
- Live 100% (2005.)
- Dunje moja (2008.)
- Sad i ja znam... (2011.)
- Legende osamdesetih / Sinan Sakić & Ado Gegaj (2014.)
- Bosanac/Ženi mi se brat EP (2015.)
- Ljubomoro/Kockar EP (2017.)

## Vanjske poveznice
http://tekstomanija.com/biografije/ado-gegaj/
https://www.discogs.com/artist/1399180-Ado-Gegaj

### Sestrinski projekti
|  | Zajednički poslužitelj ima još gradiva o temi Ado Gegaj |

### Mrežna sjedišta
- (diskografija)